# 追手風
追手風（おいてかぜ）は、日本相撲協会の年寄名跡のひとつ。初代・追手風が四股名として名乗っていたもので、その由来は定かではないが、相撲の司家である吉田司家の当主が代々「追風」の号を称することから、その成り立ちには吉田司家との関連性が指摘されている。

## 追手風の代々
- 代目の太字は、部屋持ち親方。

| 代目 | 引退時しこ名   | 最高位 | 現役時の所属部屋          | 襲名期間                              | 備考               |
| ---- | -------------- | ------ | ------------------------- | ------------------------------------- | ------------------ |
| 初代 | 追手風幸右衛門 | ---    | ---                       | 1773年-1800年12月（死去）             |                    |
| 2代  | 和田原甚四郎   | 小結   | 追手風部屋                | 1801年-1815,16年（廃業）              |                    |
| 3代  | 和田ヶ原小太郎 | 下5    | 追手風-枝川部屋           | 1815,16年-1829年11月（死去）          |                    |
| 4代  | 追手風喜太郎   | 大関   | 追手風-玉垣-追手風部屋    | 1831年2月-1862年11月                  | 二枚鑑札           |
| 4代  | 追手風喜太郎   | 大関   | 追手風-玉垣-追手風部屋    | 1864年4月-1865年2月                   | 8代雷に名跡変更    |
| 5代  | 雲龍久吉       | 横綱   | 陣幕-追手風-雷-追手風部屋 | 1865年2月-1890年6月（死去）           |                    |
| 6代  | 綾浪徳太郎     | 関脇   | 高砂部屋                  | 1892年6月-1901年7月（死去）           |                    |
| 7代  | 追手風政吉     | 十10   | 追手風-高砂部屋           | 1903年5月-1929年5月（死去）           | 二枚鑑札           |
| 8代  | 清水川元吉     | 大関   | 二十山部屋                | 1937年5月-1965年1月（停年(定年)退職） |                    |
| 9代  | 羽黒山礎丞     | 関脇   | 立浪部屋                  | 1965年3月-1969年11月                  | 6代立浪に名跡変更  |
| 10代 | 追風山裕邦     | 前6    | 追手風-立浪部屋           | 1969年11月-1998年2月                  | 13代中川に名跡変更 |
| 11代 | 大翔山直樹     | 前2    | 立浪部屋                  | 1998年2月-                            |                    |

## 力士
追手風政吉
- 旧四股名は綾渡り。幕下時代に二枚鑑札で襲名し、後に十両に昇進している。